# Microregione di Macaíba
Macaíba è una microregione dello Stato del Rio Grande do Norte in Brasile, appartenente alla mesoregione di Leste Potiguar.

## Comuni
Comprende 5 comuni:
- Ceará-Mirim
- Macaíba
- Nísia Floresta
- São Gonçalo do Amarante
- São José de Mipibu